# Inhibiteur d'hormones
Les inhibiteurs d'hormones sont un groupe de médicaments destinés à abaisser les taux sanguins de certaines hormones sexuelles.

## Indications
Les inhibiteurs d'hormones sont utilisés dans le cadre de traitement contre le cancer, l'endométriose, ou comme bloqueurs de puberté. Ils sont également indiqués dans le traitement de fibrome utérin, de syndrome des ovaires polykystiques, cancer du sein, l'hypertrophie prostatique, mastose du sein, et du syndrome du colon irritable.

### Puberté
Utilisés pour inhiber la puberté, ils sont par exemple prescrits aux enfants connaissant une puberté précoce.
Depuis les années 1990, ces bloqueurs peuvent être prescrits aux enfants transgenres pour empêcher la croissance des organes sexuels et la production d'hormones. Ils freinent également l'apparition des caractéristiques sexuelles secondaires : pilosité sur le visage, mue de la voix et le développement de la pomme d'Adam, mais aussi croissance des seins et menstruation.
Au Royaume-Uni, l'usage des bloqueurs de puberté dans le cadre des transitions de mineurs a fait l'objet de critiques s'inscrivant dans la controverse autour du service d'identité de genre de Tavistock, ce qui a conduit à la publication du Rapport Cass préconisant notamment de les utiliser uniquement dans des essais de recherche. En réponse, la WPATH a publié un communiqué exprimant ses inquiétudes sur l'éthique de cette mesure et critiquant la méthodologie du rapport.

## Liste de médicaments

### Analogues de la GnRH
- leuproréline
- triptoréline
- goséréline
- nafareline
- busereline

En France, ils sont indiqués dans le traitement du cancer de la prostate, de la puberté précoce (avant 8 ans chez la fille, avant 10 ans chez le garçon), de l’endométriose, dans la prise en charge de certaines stérilités féminines, ou le traitement pré-opératoire des fibromes utérins.

### Inhibiteur de l'aromatase
- exemestane
- anastrozole
- letrozole

En France, ils sont indiqués dans le traitement du cancer du sein avancé ou invasif avec des récepteurs hormonaux positifs.
Les inhibiteurs de l’aromatase ne sont pas indiqués pour la population pédiatrique : le risque, notamment à long terme, lié à leur utilisation chez l’enfant/adolescent n’est pas connu. Des publications relatives à des utilisations d’inhibiteurs de l’aromatase chez des enfants ou des adolescents rapportent des cas de déformations vertébrales, de diminution du cholestérol HDL, d’augmentation de l’hémoglobine (risque de thrombose potentiellement majoré) et de torsion ou rupture de kyste de l’ovaire.